# Goddelau
Goddelau is een plaats in de Duitse gemeente Riedstadt, deelstaat Hessen, en telt 5788 inwoners (2005).

## Geboren in Goddelau
- Georg Büchner (1813-1837), avant-gardistisch schrijver en revolutionair